# Miguel Agustín Pro
Miguel Agustín Pro Juárez (13. januar 1891 – 27. november 1927) var en mexicansk, katolsk jesuiterpræst, som blev henrettet uden rettergang efter dom i november 1927, fordi regeringen mente, at han i sin præstegerning havde trodset myndighederne. Han blev saligkåret som martyr af pave Johannes Paul II den 25. september 1988.